# Alceoni Berkenbrock
Alceoni Berkenbrock (Florianópolis, 30 de setembro de 1963) é um ex-padre católico e escritor brasileiro.

## Biografia
É filho caçula de José Berkenbrock e Luci Berkenbrock, irmão de Arno e Zioni. Realizou os estudos iniciais em São José (SC). Em 1986, foi para Brusque estudar no Seminário de Azambuja. Ordenou-se Diácono em 24 de abril de 1993, e Presbítero em 10 de julho do mesmo ano, na Igreja Matriz da hoje Paróquia da Santa Cruz, por Dom Dom Eusébio Oscar Scheid SCJ.

## Ofícios
O primeiro ofício ocupado foi em 1993 como vigário da Paróquia Santo Antônio, no bairro de Campinas (São José – SC). Em seguida, tornou-se pároco da Paróquia Nossa Senhora Aparecida, no bairro Procasa. Em 1999, assumiu a Paróquia São João Batista em Itajaí. 
Em 2002, Alceoni se tornou Diretor Espiritual e Vigário no Santuário de Azambuja. Em 2007, mudou-se para Garopaba par ser o Pároco da Paróquia São Joaquim. 
Regressou para São José em 2012, onde desde atuou como Pároco da Paróquia Sagrados Corações em Barreiros e Vigário Forâneo da Forania São José (Barreiros) desde 2015. 
Deixou o sacerdócio em 2020, e atua como presidente do Instituto José Berkenbrock, fundado por ele em 2016.

## Obras
- 365 Dias Rezando pelas Vocações (2016) [6]

## Prêmios
- Cidadão honorário de Garopaba (SC). [7][8]